# Jekatierina Awwakumowa
Jekatierina Siergiejewna Awwakumowa (ros. Екатерина Сергеевна Аввакумова; ur. 26 października 1990 w Wielkim Ustiugu) – rosyjska biathlonistka reprezentująca Koreę Południową, uczestniczka igrzysk olimpijskich i mistrzostw świata.

## Osiągnięcia

### Zimowe igrzyska Olimpijskie
| Rok  | Miejscowość | Konkurencje | Konkurencje | Konkurencje | Konkurencje | Konkurencje | Konkurencje | Konkurencje |
| Rok  | Miejscowość | IN          | SP          | PU          | MS          | RL          | MR          | SR          |
| ---- | ----------- | ----------- | ----------- | ----------- | ----------- | ----------- | ----------- | ----------- |
| 2018 | Pjongczang  | 16.         | 87.         | nd.         | nd.         | 18.         | nd.         | nd.         |
| 2022 | Pekin       | 73.         | 49.         | lap.        | nd.         | nd.         | nd.         | nd.         |

### Mistrzostwa świata
| Rok  | Miejscowość | Konkurencje | Konkurencje | Konkurencje | Konkurencje | Konkurencje | Konkurencje | Konkurencje |
| Rok  | Miejscowość | IN          | SP          | PU          | MS          | RL          | MR          | SR          |
| ---- | ----------- | ----------- | ----------- | ----------- | ----------- | ----------- | ----------- | ----------- |
| 2017 | Hochfilzen  | 5.          | 63.         | nd.         | 30.         | 18.         | 19.         | nd.         |
| 2021 | Pokljuka    | 28.         | 67.         | nd.         | nd.         | 23.         | 26.         | 23.         |
| 2023 | Oberhof     | 48.         | 30.         | 53.         | –           | –           | 21.         | 25.         |
| 2024 | Nové Město  | 31.         | 42.         | 44.         | –           | 19.         | 25.         | 15.         |

### Mistrzostwa Europy
| Rok  | Miejscowość | Konkurencje | Konkurencje | Konkurencje | Konkurencje | Konkurencje | Konkurencje | Konkurencje |
| Rok  | Miejscowość | IN          | SP          | PU          | MS          | RL          | MR          | SR          |
| ---- | ----------- | ----------- | ----------- | ----------- | ----------- | ----------- | ----------- | ----------- |
| 2018 | Ridnaun     | nd.         | 22.         | nd.         | nd.         | nd.         | nd.         | –           |

### Puchar Świata

#### Miejsca w klasyfikacji generalnej
| Sezon     | Miejsce |
| --------- | ------- |
| 2016/2017 | 71.     |
| 2017/2018 | 70.     |
| 2020/2021 | 58.     |
| 2021/2022 | 77.     |
| 2022/2023 | 80.     |
| 2023/2024 | 89.     |
| 2024/2025 | 89.     |